# Subnoctua
Subnoctua là một chi bướm đêm thuộc họ Noctuidae.